# Flower Shower
"Flower Shower" (estilizado em maiúsculas) é uma música gravada pela cantora e compositora sul-coreana HyunA, lançada em 5 de novembro de 2019 pela P Nation e distribuída pela Kakao M como single. O videoclipe foi lançado no mesmo dia. "Flower Shower" foi o primeiro lançamento de Hyuna com a P Nation após sua saída de sua ex-agência Cube Entertainment. É o primeiro single de seu EP I'm Not Cool.

## Composição
A música foi escrita e produzida por Psy. Foi composta principalmente em dó maior, além do refrão, e está em um andamento de 100 bpm.

## Promoção
Hyuna promoveu a música em vários programas musicais na Coreia do Sul, incluindo M Countdown, Show! Music Core e Inkigayo.

## Desempenho gráfico
"Flower Shower" estreou no número #71 no Gaon Digital Chart sul-coreano e na semana seguinte a canção alcançou o número #54. Nos Estados Unidos, a canção também estreou na sexta posição na Billboard World Digital Song Sales com 1.000 downloads vendidos.

## Vídeo de música
O teaser do videoclipe foi lançado em 4 de novembro. O videoclipe oficial foi lançado em 5 de novembro. O ensaio de dança foi lançado em 8 de novembro.

## Créditos e pessoal
- Hyuna - vocal, composição, produtora
- Psy - composição, produtor
- Yu Geon-hyeong - produtor
- Space One - produtor
- Anna Timgren - produtora

## Gráficos

### Gráficos semanais
| Chart (2019)                         | Melhor Posição |
| ------------------------------------ | -------------- |
| Coreia do Sul ( Gaon )               | 54             |
| Coreia do Sul ( Kpop Hot 100 )       | 31             |
| US World Digital Songs ( Billboard ) | 6              |

## Histórico de lançamento
| Região | Data                  | Formato                    | Rótulo           |
| ------ | --------------------- | -------------------------- | ---------------- |
| Vários | 5 de novembro de 2019 | Digital download streaming | P Nation Kakao M |